# Joods monument (Hoogeveen)
Het Joods monument in de Nederlandse gemeente Hoogeveen is opgericht als gedenkteken voor de Joodse burgers die werden gedood tijdens de Tweede Wereldoorlog.

## Achtergrond
Tijdens de Tweede Wereldoorlog werden bijna 200 Hoogeveense joden vermoord. Ter herinnering aan de slachtoffers werd bij de ingang van de Joodse begraafplaats aan de Zuiderweg een monument opgericht, gemaakt door Wim van den Hoek. Het monument werd op 16 mei 1962 onthuld door opperrabbijn Elieser Berlinger. Vervolgens werd het door de voorzitter van de joodse gemeenschap overdragen aan de gemeente, waarvoor burgemeester Joop Bakker een dankwoord uitsprak. 
Na een uitbreiding van het monument met de namen van de overledenen, werd het op 24 juni 1981 door mevrouw A. Renema-Seinen opnieuw onthuld.

## Beschrijving
Centraal in het monument staat een drieënhalve meter hoog koperen sculptuur. Het beeld toont een gestileerde vuist die een mensenfiguur (de omgekomen joden) vermorzelt, de twee andere figuren staan voor de Nederlanders die de joden hielpen en voor het kleine groepje dat de oorlog overleefde. Oorspronkelijk stond het beeld op een eenvoudige bakstenen sokkel, waarop een plaquette was aangebracht, met in Hebreeuws en Nederlands de tekst 

Ter herinnering aan onze gemeenteleden, die in de jaren 40-'45 weggevoerd en nimmer teruggekeerd zijn

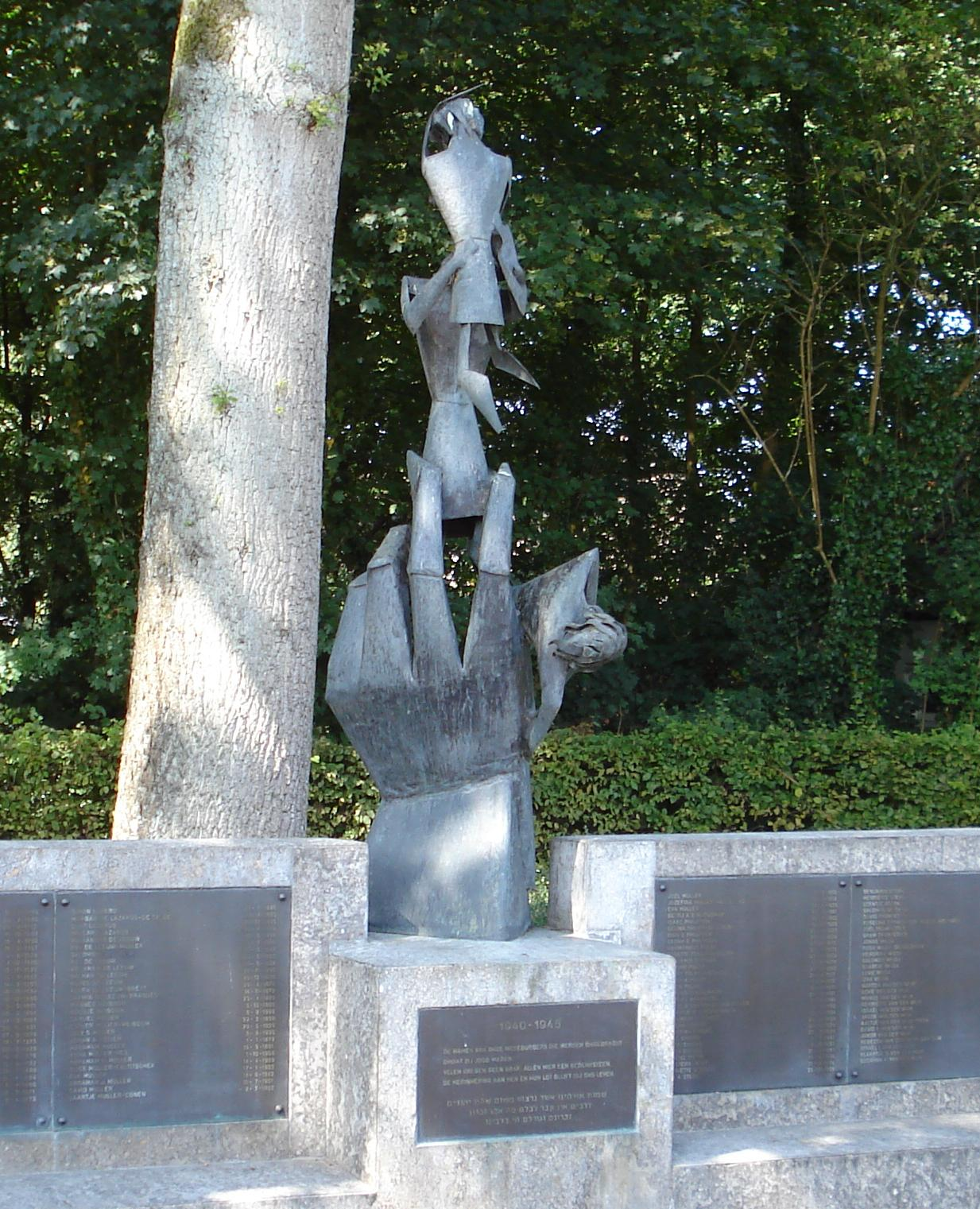
Detail van het monument

In 1981 werd het monument uitgebreid met een plateau in de vorm van een davidster. De bakstenen sokkel werd vervangen door een gedenkmuur waarop de namen van de slachtoffers op plaquettes werden aangebracht. Op de plaquette onder het beeld staat 

1940-1945
DE NAMEN VAN ONZE MEDEBURGERS DIE WERDEN OMGEBRACHT 
OMDAT ZIJ JOOD WAREN.
VELEN KREGEN GEEN GRAF, ALLEEN HIER EEN GEDENKSTEEN.
DE HERINNERING AAN HEN EN HUN LOT BLIJFT BIJ ONS LEVEN

In 1994 werd aan de zijkant van het monument een eeuwigbrandende lamp (neer tamied) geplaatst.